# Rukungiri (district)
Rukungiri is een district in het westen van Oeganda. Het administratief centrum bevindt zich in de gelijknamige plaats Rukungiri. Rukungiri telde in 2014 314.694 inwoners en in 2020 naar schatting 333.800 inwoners op een oppervlakte van 1447 km². Bijna 80% van de bevolking woont op het platteland.
Het district ligt aan het Edwardmeer.